# Adriene Mishler
Adriene Mishler (Austin, 29 de septiembre de 1984) es una actriz estadounidense, profesora de yoga y empresaria. Produce el canal de Youtube Yoga With Adriene, y es cofundadora del servicio de suscripción de vídeos de yoga Find What Feels Good.

## Biografía
Mishler nació el 29 de septiembre de 1984 en Austin, en Texas, en una «familia bohemia». Su madre es de origen mexicano. Adriene Mishler comenzó su carrera como actriz profesional de cine y televisión, así como voz en off, pero después de haber tomado una clase de yoga, Mishler se dio cuenta de que deseaba que toda la gente que conocía « tuviese esta experiencia [del yoga] » y siguió una formación de profesora de yoga.

## Carrera
Mishler lanzó el canal Yoga With Adriene en 2012, con la ayuda de su productor y asociado Chris Sharpe, que conoció mientras trabajaban en una película de terror independiente. Sharpe ya había ayudado a crear un canal Youtube con éxito, Hilah Cooking, con su mujer, y deseaba aplicar estas competencias a la industria del bienestar.
Mishler colaboró por primera vez con Adidas en 2015 en el marco de la reestructuración del área "mujer" de la marca, que hace énfasis en las atletas femeninas y las personalidades activas. Mishler fue parte de la serie de vídeos "I'm here to create" ("Estoy aquí para crear") y fue la cara de su propia línea de ropa de yoga. Entró también a la red mundial de creadoras Adidas Women. Adidas x WANDERLUST lanzó su línea FW17 en el marco de un live para el Día Internacional del Yoga , liderado por Mishler, al cual participaron más de 665 000 personas. En 2018, hizo una gira de Europa de cursos de yoga.
Cada año entre 2015 y 2024, proponía un reto de yoga cotidiano durante 30 días, difundiendo un vídeo cada día a marchar del 1 de enero.En 2025, lanzó un reto de yoga de 7 días, mientras se centraba en su bienestar personal y en el de su equipo, tanto mental como físico, sin dejar de continuar con la serie.
También en 2015, lanzó el servicio de suscripción vídeo de yoga Find What Feels Good.

## Recepción
La personalidad relajada de Mishler y su estilo de enseñanza adaptado a las principiantes fueron ampliamente saludados en los medios de comunicación: Marisa Meltzer del Guardian la describe como «la chica de al lado de yoga». Su perro Benji aparece a menudo en sus vídeos, cerca de su tatami. En 2015, su canal fue el curso de yoga más buscado en Google. En 2016, recibió el premio Streamy salud y bienestar. En 2018, según The Guardian, contaba con 4 millones de seguidores en Youtube. Durante la pandemia de COVID-19, su canal Youtube recibió más atención, ya que las personas buscaban vídeos de fitness a hacer en casa. El 13 de abril de 2020, Yoga With Adriene recibe 1,8 millón de vistas por día. En abril de 2020, su canal contaba con más de 7 millones de abonados.

## Filmografía
- 2004 : American Crime - serie de televisión, realizada por John Ridley
- 2013 : Joe, de David Gordon Green
- 2016 : Todos queremos algo, de Richard Linklater
- Día 5 (temporada 2, 2017 - presente) : web serie.

## Doblaje
- DC Universe Online : voz de Supergirl, Raven y Lois Lane.